# Schnitzel Holstein

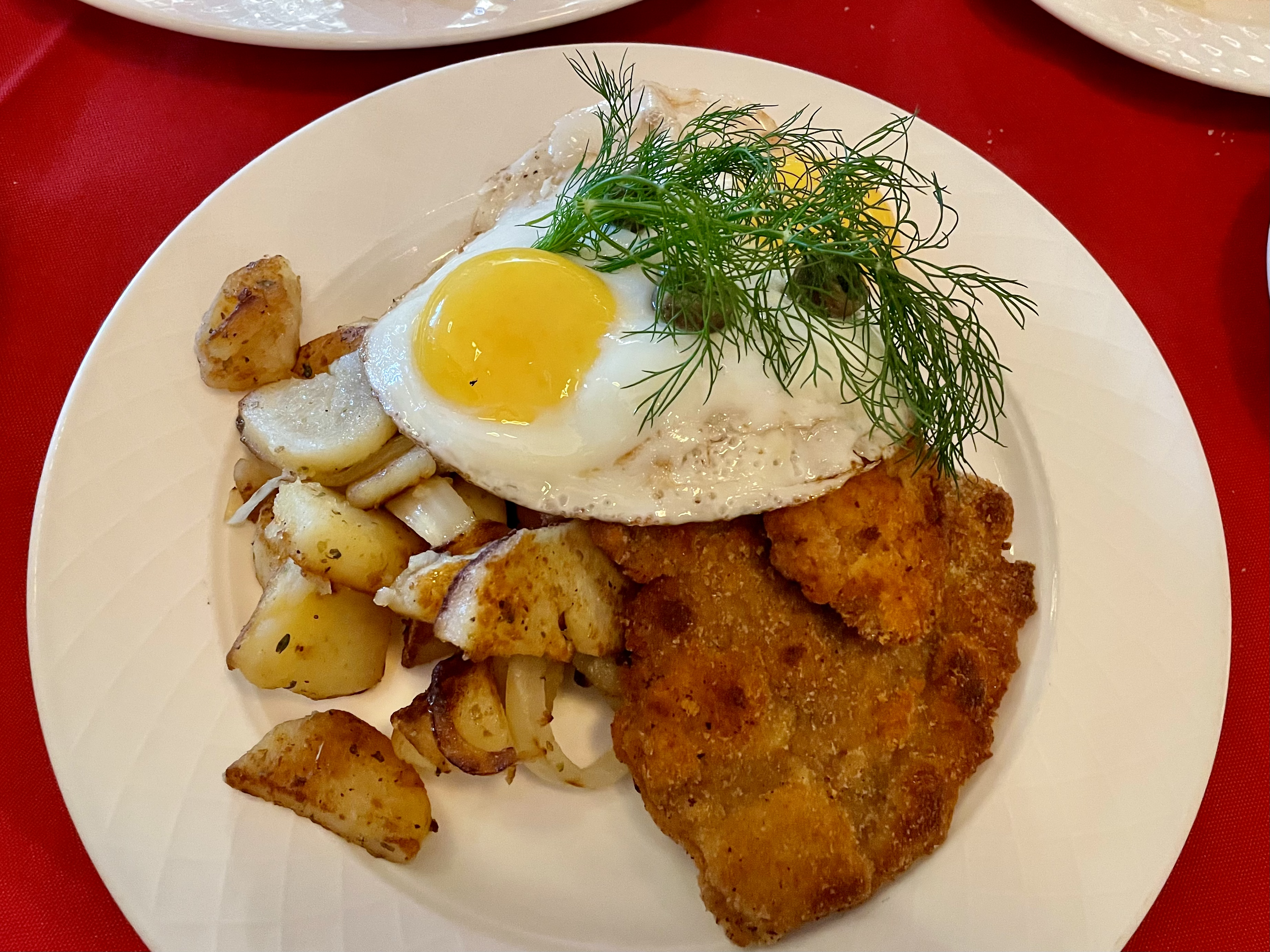
Schnitzel Holstein mit Spiegeleiern und Kapern

Unter Schnitzel Holstein, auch à la Holstein, versteht man ein Kalbsschnitzel mit einer Garnitur aus Spiegelei, Räucherlachs, Ölsardinen, Kapern, Sardellenfilets und geröstetem Weißbrot. Als Beilagen sind Bratkartoffeln, Rote Bete und Gewürzgurken gebräuchlich. 

## Zubereitung
Zur Zubereitung werden mehlierte Kalbsschnitzel in Butter gebraten, mit einem Spiegelei belegt und mit Kapern bestreut. Dazu werden Croûtons (in Form kleiner Scheiben gerösteten Weißbrotes), belegt mit dem Räucherlachs, den Ölsardinen und Sardellen gereicht.  
Es sind Variationen des Gerichts mit Kaviar sowie Prinzessbohnen als Beilage bekannt.

## Namensherkunft
Es kursiert eine Legende über den Geheimrat Fritz von Holstein (1837–1909), der im Ruf stand, ständig in Eile zu sein und deshalb in seinem Berliner Stammlokal Borchardt immer „Vorspeise und mein Schnitzel, schnell, schnell“ bestellt haben soll, weshalb der Koch alles zusammen anrichtete. Hierbei handelt es sich jedoch um eine erfundene Legende. Kalbsschnitzel à la Holstein oder auch Schnitzel Holsteiner Art tauchten Ende des 19. Jahrhunderts in deutschen Kochbüchern auf; sie waren paniert und mit einem Spiegelei belegt, weitere Beilagen variieren. Der Name hat mit dem Geheimrat gar nichts zu tun, sondern er bezieht sich auf die Region Holstein, analog zu ähnlichen Schnitzelbezeichnungen wie „rheinische Art“.